# San Isidro Gallinero
San Isidro Gallinero es una localidad del estado mexicano de Guerrero. Es parte del municipio de Acapulco de Juárez.

## Toponimia
El nombre «San Isidro» hace referencia al santo patrono de la localidad: Isidro Labrador.

## Demografía
| Gráfica de evolución demográfica |
|                                  |

| Censo | Población |
| ----- | --------- |
| 1900  | 308       |
| 1910  | 486       |
| 1921  | 257       |
| 1930  | 176       |
| 1940  | 537       |
| 1950  | 495       |
| 1960  | 585       |
| 1970  | 934       |
| 1980  | 2 065     |
| 1990  | 1 591     |
| 2000  | 1 816     |
| 2010  | 2 347     |
| 2020  | 2 709     |